# Felice Antonio Arconati
Felice Antonio Arconati (Saronno, vers 1610 – après 1679, Mariano Comense) est un compositeur italien.

## Biographie
Frère mineur conventuel, Felice Antonio Arconati a été maître de chapelle de la basilique Saint-François d'Assise, puis de la basilique des XII Apôtres (it) à Rome, de la basilique San Francesco à Turin, de la basilique San Francesco à Bologne, de la basilique Santa Maria Maggiore de Bergame et puis à nouveau de la Basilique Saint-François d'Assise. De 1669 à 1679, il a été maître de chapelle de la basilique Saint-Antoine de Padoue.
Il a beaucoup composé, dont un Lauda Jerusalem dans la collection du père Vannarelli, le motet Dulcis Jesu et la Missa Minima a 8 voci.
Il est l'auteur dans Le Château des Carpathes de Jules Verne d'un Orlando (fictif) interprété par le personnage de La Stilla.